# Francisco Montbrun
Francisco Montbrun Ríos (Parroquia Santa Rosalía, Caracas, 27 de diciembre de 1913 — Caracas, 15 de mayo de 2007) fue un médico cirujano, investigador y político venezolano, miembro fundador
de la Sociedad Venezolana de Cirugía y ministro de sanidad y asistencia social de su país.
Padre de Gloria y Juan Francisco Montbrun, abuelo de Francisco, Giorgia, Enrique y Vanessa Incerpi Montbrun.

## Biografía
Francisco Montbrun nació en la ciudad de Caracas, hijo de Domingo Montbrun Betancourt y Carmen Ríos Ojeda, se graduó en ciencias médicas Summa Cum Laude en la Universidad Central de Venezuela. En el Hospital Vargas de Caracas completó una especialidad en cirugía en 1944, siendo jefe de esa cátedra desde 1958 hasta 1966.  Luego, en París completó cursos en anatomía y cirugía hasta el comienzo de la Segunda Guerra Mundial, con los profesores Jean Braine y Judet, en el Anfiteatro de Clamart. Además entrenó Servicio de Ginecología del profesor Moucquot, del Hospital de Broca y en las tardes asistía al laboratorio del profesor Henry Rouvière, de la Universidad de París.
Becado por la Fundación Rockefeller estudió y trabajó como docente en la Universidad de Yale y posteriormente en la Universidad de Pensilvania becado por la Fundación Lilly donde estudió cirugía de guerra y de emergencia. Viajando de vuelta a Venezuela Montbrun fue profesor de anatomía en su alma mater por casi 70 años.

## Ministro de Salud
Entre 1987 y 1989 Francisco Montbrun ocupó el cargo de ministro de Sanidad y Asistencia Social, durante la presidencia de Jaime Lusinchi. Gran parte de la actual atención primaria de salud venezolana fue diseñada durante el despacho de Montbrun, quienes construyeron 117 ambulatorios urbanos y rurales, 30 hospitales tipo I y II y remodelación de algunos hospitales tipo IV y V como el Hospital Vargas y el Clínico Universitario en Caracas.